# چاینا مدیا کپیتال
چاینا مدیا کپیتال (انگلیسی: China Media Capital) شرکت خدمات مالی و مدیریت سرمایه‌گذاری چینی است، که در سال ۲۰۰۹ تأسیس شد.